# Gwardeisk
Gwardeisk (russisch Гвардейск (anhörenⓘ), übersetzbar in etwa mit „Gardestadt“; deutsch Tapiau; litauisch Tepliuva, Tepliava; polnisch Tapiewo) ist eine Stadt in der russischen Oblast Kaliningrad mit 14.122 Einwohnern (Stand 1. Oktober 2021). Die Stadt ist das administrative Zentrum des Rajons Gwardeisk und Verwaltungssitz der kommunalen Selbstverwaltungseinheit Stadtkreis Gwardeisk.

## Geographische Lage
Die Stadt liegt in der historischen Region Ostpreußen auf einer bergigen Anhöhe am Fluss Pregel auf einer Höhe von zehn Metern über dem Meeresspiegel, etwa 35 Kilometer östlich von Königsberg (Kaliningrad).
Vom Pregel zweigt hier die Deime ab.

## Geschichte
Der bis 7. September 1946 offizielle Ortsname entwickelte sich von Tapiow (1255) über Castrum Tapiow, quod Prutheni nominant Surgurbi (Dusburg, 1326) zur endgültig deutschen Bezeichnung Tapiau, die seit 1684 nachgewiesen ist. Dieser Name ist abgeleitet aus den prußischen Wörtern „tape, teplu, toplu, tapis“ = warm, „tape“ = Wärme, Temperatur und „sur garbis“ = um den Berg herum.

Tapiau, östlich von Königsberg und südlich des Kurischen Haffs, auf einer Landkarte von 1910

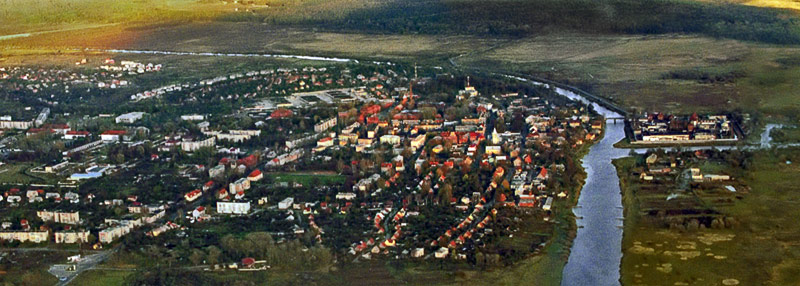
Stadtgebiet am Pregel, östlich (im Hintergrund) die Deime

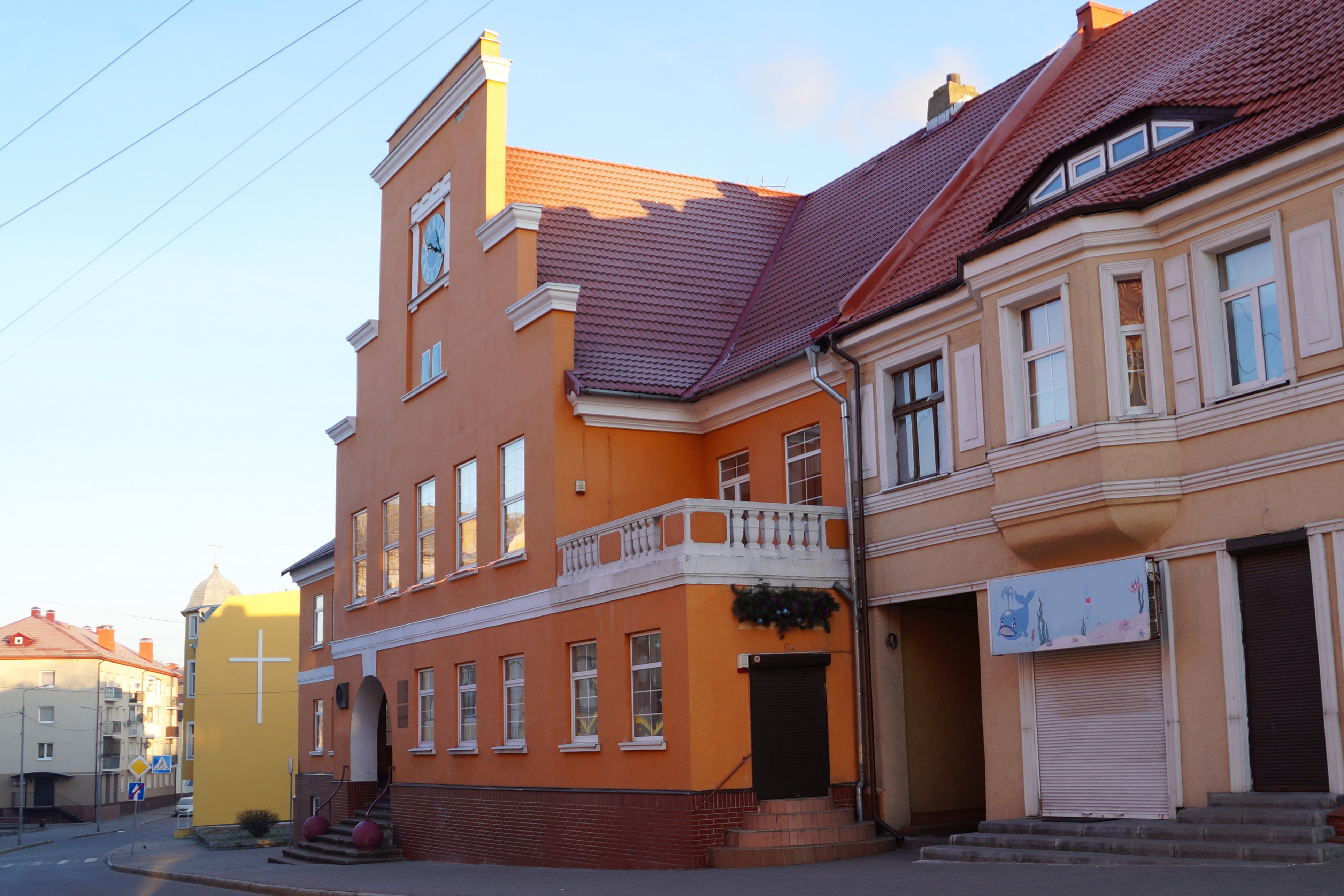
Rathaus

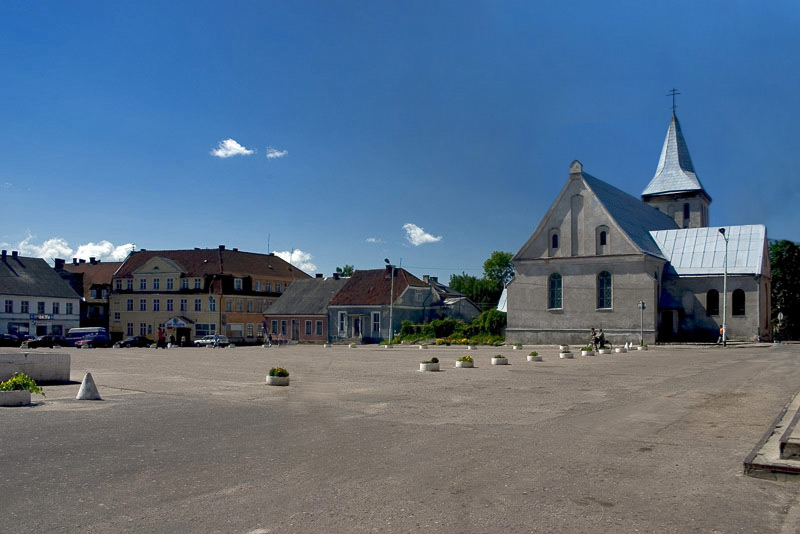
Marktplatz mit ehemals evangelischer Stadtkirche Tapiaus und heutiger russisch-orthodoxer Kirche

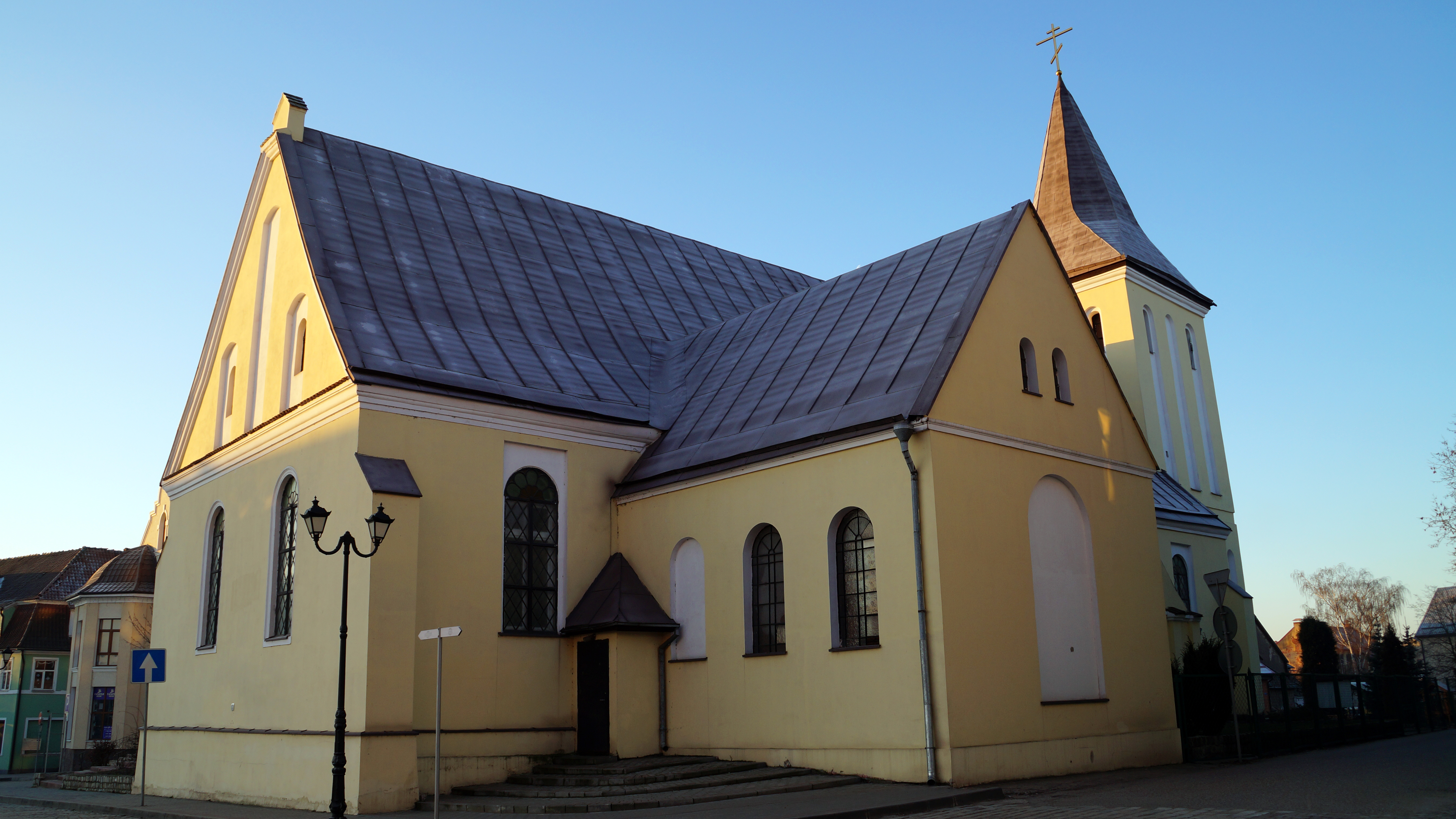
Ehemals evangelische und jetzt orthodoxe Kirche

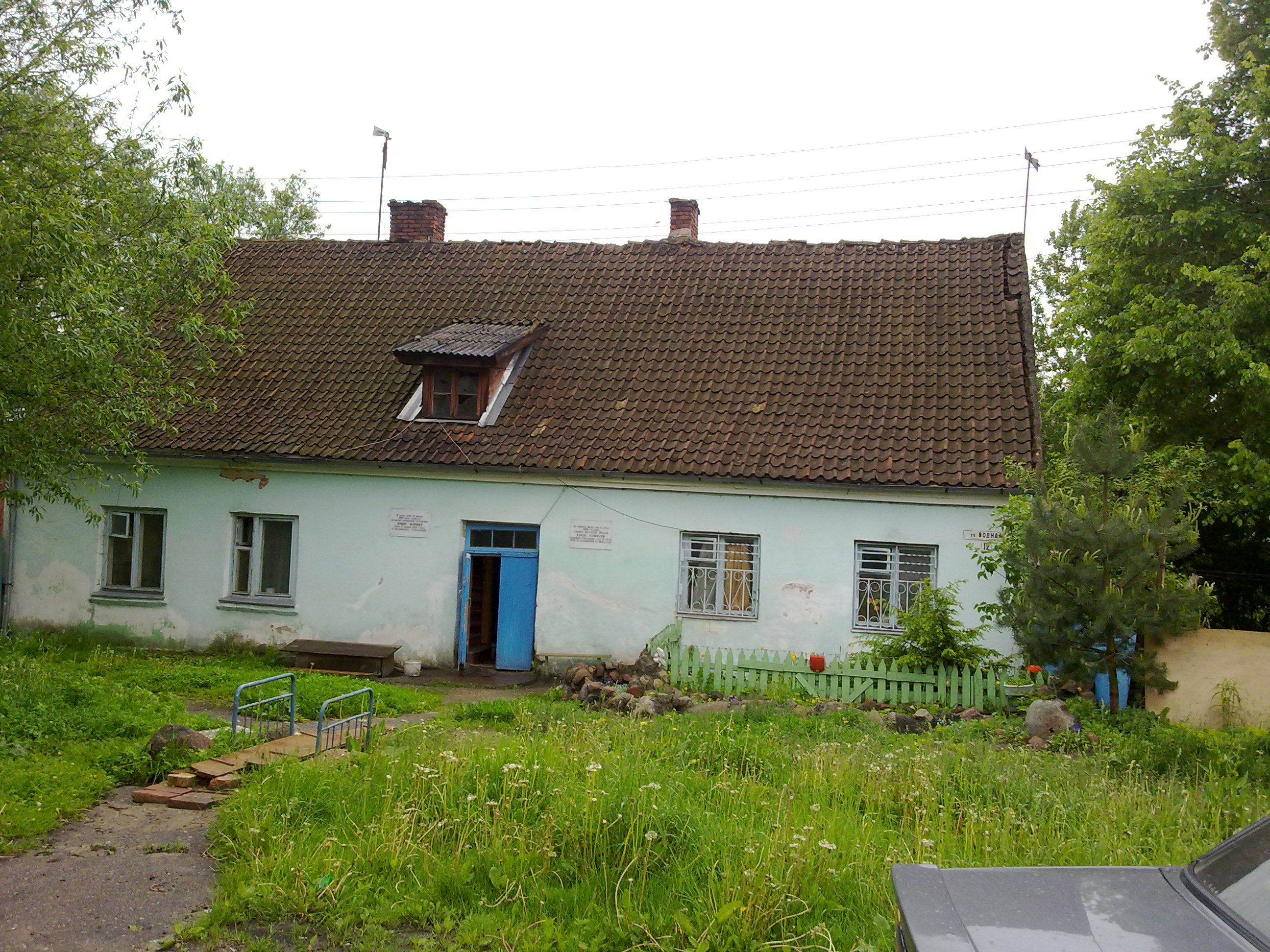
Geburtshaus von Lovis Corinth

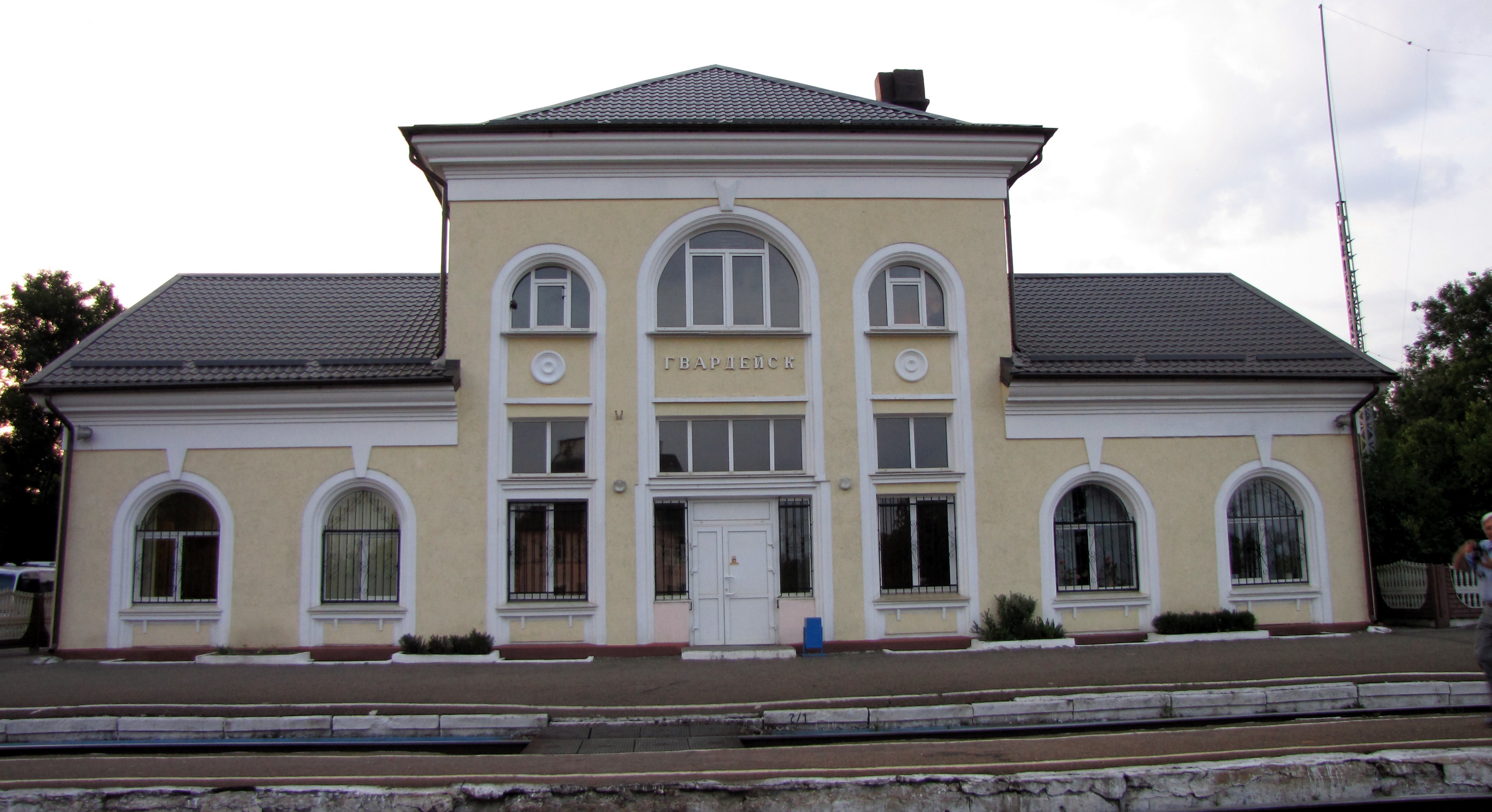
Bahnhof Gwardeisk

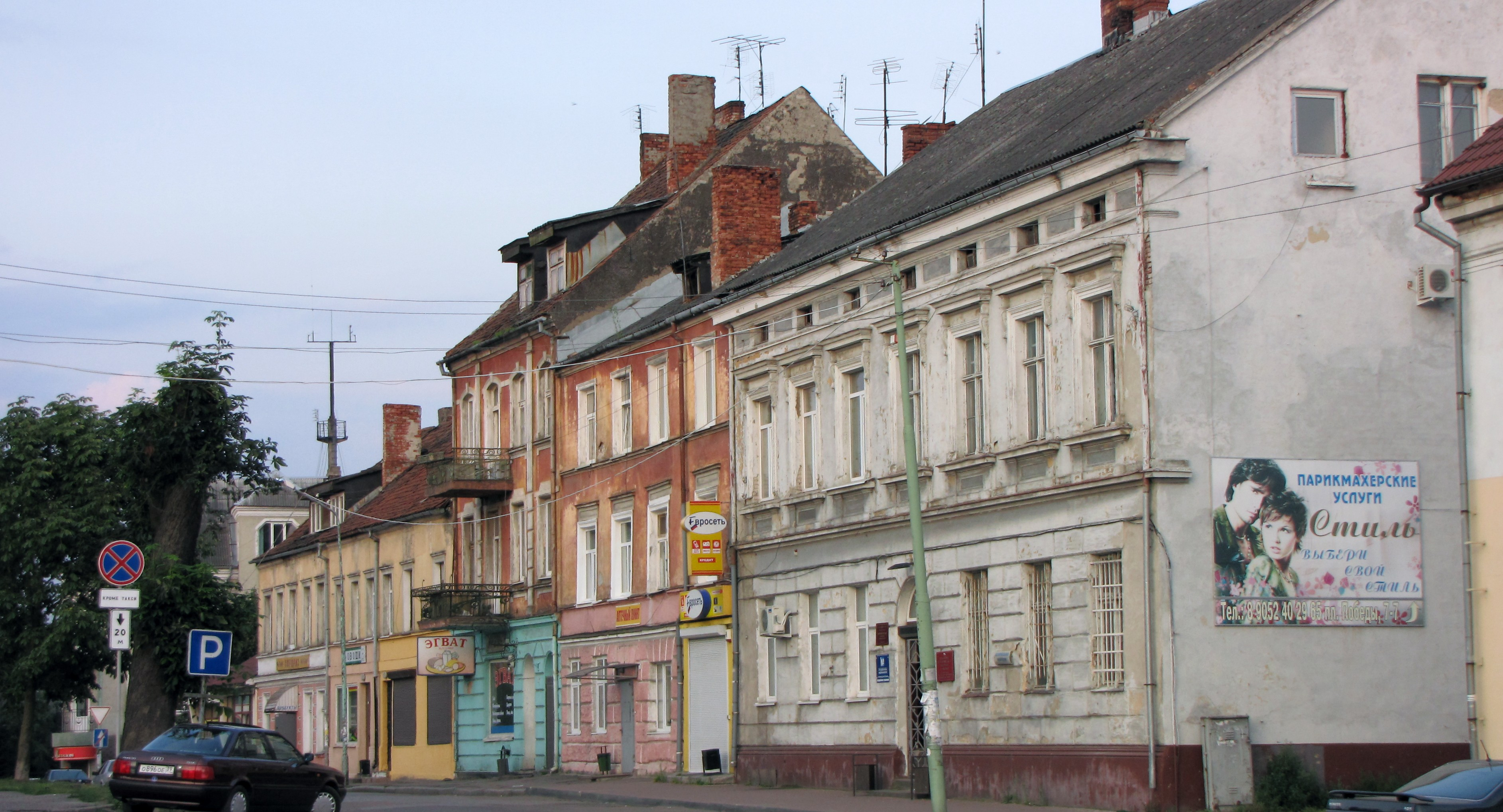
Häuserzeile in der Innenstadt

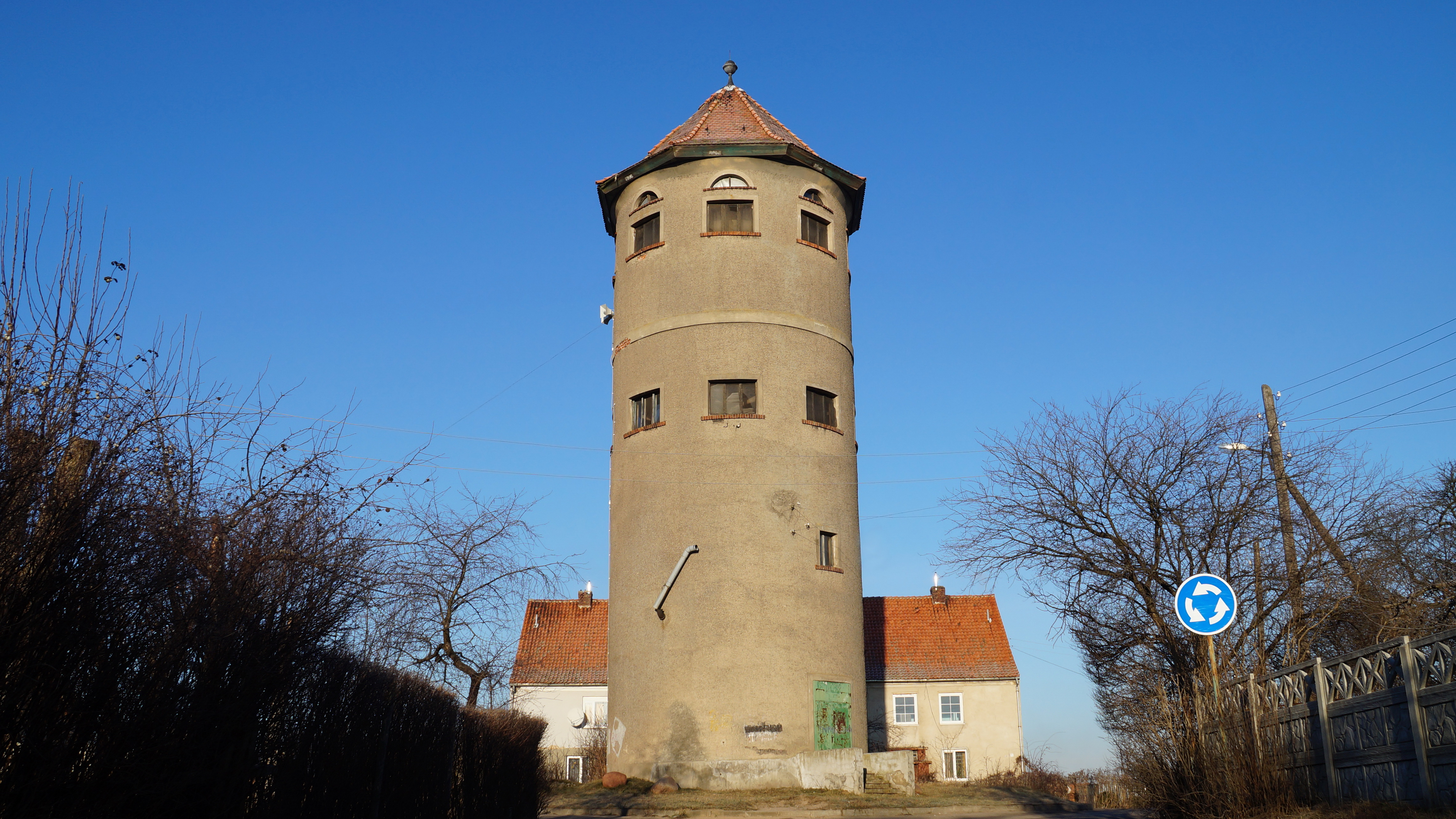
Wasserturm

Sowjetisches Kriegsdenkmal

Westlich von Tapiau ist eine prußische Wehranlage belegt. Sie sollte – ebenso wie die zwischen Deime und Pregel gelegene prußische Burg – einst das Samland vor den Wikingern schützen, die durch einen damaligen Durchbruch in der Nehrung bei Sarkau leicht in das Haff eindringen konnten. Anstelle dieser Holzburg baute der Deutsche Orden 1351 die Burg Tapiau. 1385 wurde hier der Sohn des litauischen Großfürsten Kęstutis, Vytautas (Witold), getauft, der später mit seinem Vetter Jagiello die polnisch-litauische Union errichtete und regierte. Nach der Verlegung des Ordenshochsitzes übernahm Tapiau die Ordensbibliothek sowie das Archiv.
Die Stadtrechte erhielt Tapiau 1722.
Im Jahre 1755 wurde im Tapiauer Forst der letzte freilebende Wisent von einem Wilderer erschossen.
1895 umfasste die Stadt ein Postamt zweiter Klasse, Telegraph, Warendepot der Reichsbank, Gärtnerlehranstalt mit Obstweinfabrik, Provinzial-Besserungs- und Landarmenanstalt, Biskuit- und Zuckerfabrik, Dampfschneide- und Mahlmühlen, Brauereien, Schifffahrt, Handel mit Holz, Steinen, Getreide, Butter und Käse. In der Besserungsanstalt wurden Decken, grobes Tuch (Want), Baumwollzeug (Nessel), Strohmatten und Fischernetze angefertigt. Am Anfang des 20. Jahrhunderts hatte Tapiau eine evangelische Kirche, eine katholische Kapelle, eine Synagoge, das Amtsgericht Wehlau und eine Oberförsterei. Teile der Landarmenanstalt wurden Anfang des 20. Jahrhunderts zur Provinzial-Heil- und Pflegeanstalt Tapiau.
Anfang der 1930er Jahre veranlasste der Bürgermeister Wilhelm Neuland eine Ausstellung im Rathaus mit Gemälden von Lovis Corinth, dem großen Maler, der in Tapiau geboren wurde.
Von 1818 bis 1945 gehörte die Stadt Tapiau zum Landkreis Wehlau im Regierungsbezirk Königsberg der Provinz Ostpreußen.
Am 25. Januar 1945 wurde Tapiau von der Roten Armee eingenommen. Als eine der wenigen Städte Nordostpreußens überstand Tapiau den Zweiten Weltkrieg ohne größere Schäden und ist auch heute vergleichsweise gut erhalten. Nach Kriegsende kam Tapiau unter sowjetische Verwaltung.

### Demographie
| Jahr | Einwohner | Anmerkungen |
| ---- | --------- | --- |
| 1768 | 906       | [ 5 ] |
| 1782 | > 1200    | [ 6 ] |
| 1798 | 1328      | [ 5 ] |
| 1802 | 1637      | [ 7 ] |
| 1810 | 1462      | [ 7 ] [ 5 ] |
| 1816 | 1628      | davon 1613 Evangelische, zehn Katholiken und fünf Juden                                                                              |
| 1818 | 1628      | ohne den Schlossbezirk mit 415 Einwohnern und die königl. Mühle mit zehn Einwohnern                                                  |
| 1821 | 1923      | mit 145 Privatwohnhäusern und einem Landarmen- und Invalidenhaus                                                                     |
| 1828 | 2987      | einschließlich der Strafgefangenen in der Strafanstalt                                                                               |
| 1831 | 2574      | am Jahresende |
| 1840 | 2491      | königliche Stadt, in 156 Wohngebäuden, einschließlich Magazin (sieben Einwohner), Mühle (15 Einwohner) und Plantage (neun Einwohner) |
| 1858 | 2729      | davon 2662 Evangelische, 30 Katholiken und 37 Juden                                                                                  |
| 1875 | 2679      | [ 13 ] |
| 1880 | 3116      | [ 13 ] |
| 1890 | 3763      | davon 97 Katholiken und 73 Juden |
| 1895 | 4061      | davon 81 Katholiken und 53 Israeliten                                                                                                |
| 1905 | 5118      | davon 228 Katholiken und 48 Juden |
| 1910 | 5986      | am 1. Dezember |
| 1933 | 7683      | [ 13 ] |
| 1939 | 9326      | [ 13 ] |

| Jahr             | 1959 | 1970   | 1979   | 1989   | 2002   | 2010   | 2021   |
| Anzahl Einwohner | 7560 | 10.544 | 10.819 | 11.904 | 14.572 | 13.899 | 14.122 |

## Kirchen

### Kirchengebäude
Siehe dazu den Hauptartikel: Johannes der Täufer (Gwardeisk)
Am heutigen Ploschtschad Pobedy (ehemaliger Marktplatz) steht die im Jahre 1502 errichtete ehemalige evangelische Stadtkirche Tapiaus, die heutige Kirche Johannes der Täufer. Mehrmals durch Brand zerstört erfuhr das Gotteshaus 1767/68 eine Instandsetzung. In der Sakristei befand sich das von Lovis Corinth angefertigte Triptychon mit Abbildungen Jesus am Kreuz und dem Apostel Paulus sowie dem Evangelisten Matthäus. Die Kirche wurde 1945 als Lager und Geschäftshaus zweckentfremdet und wird jetzt – nach gründlicher Restaurierung – zu Gottesdienstzwecken der russisch-orthodoxen Kirche genutzt.

### Kirchengemeinden

#### Evangelisch
Von der Reformation bis 1945 bestand in Tapiau eine evangelische Kirchengemeinde mit zwei Pfarrstellen an der Stadtkirche und einer Predigerstelle in der Anstaltsgemeinde der Heil- und Pflegeanstalt. Zu ihr gehörte ein weitflächiges Kirchspiel mit mehr als 20 Orten. Im Jahre 1925 wurden bei einer Volkszählung in Tapiau 9000 dazugehörige Kirchenglieder gezählt. Tapiau gehörte zum Kirchenkreis Wehlau (heute russisch Snamensk) innerhalb der Kirchenprovinz Ostpreußen der Kirche der Altpreußischen Union. Mit dem Ende des Zweiten Weltkrieges brach aufgrund Flucht und Vertreibung der einheimischen Bevölkerung das evangelisch-kirchliche Leben in Tapiau ein.
1997 gründete sich in Gwardeisk eine deutsch-russische Gemeinde innerhalb der Propstei Kaliningrad im Verbund der Evangelisch-Lutherischen Kirche Europäisches Russland. Sie ist eine Filialgemeinde der Auferstehungskirche in Kaliningrad (Königsberg).

#### Katholisch
Bis 1945 gab es in Tapiau eine römisch-katholische Gemeinde, die 1904 entstand und deren Pfarrkirche die St.-Joseph-Kirche war. Die Gemeinde gehörte zum Bistum Ermland. Heute besteht wieder eine katholische Pfarrei, die im Haus Sankt Josef in der uliza Telmana (Thälmannstraße) ihren Sitz hat und zurzeit (Stand: 2019) von Steyler Missionaren betreut wird.

#### Orthodox
Die ehemals evangelische Stadtkirche am Marktplatz wird seit 1998 von einer Gemeinde der russisch-orthodoxen Kirche genutzt, die seit 2009 der Diözese Kaliningrad und Baltijsk eingegliedert ist.

## Museen
Im Geburtshaus von Lovis Corinth ist ein Museum eingerichtet.

## Verkehr
Die Stadt liegt an der Hauptstraße A229, der ehemaligen Reichsstraße 1, und an der Bahnstrecke Kaliningrad–Nesterow, der Haupteisenbahnlinie von Kaliningrad in Richtung russisches Kernland, dem früheren Endstück der Preußischen Ostbahn-Strecke nach Eydtkuhnen (heute Tschernyschewskoje).
Es gibt mehrmals täglich eine Busverbindung nach Kaliningrad-Stadt. Der Bus startet vom Marktplatz aus.

## Wirtschaft
Neben einem Internetcafé, einer Bankfiliale mit Geldautomat sowie diversen Einzelhandels- und Lebensmittelgeschäften prägen zahlreiche Kioske, in denen vor allem alkoholische Getränke verkauft werden, das Stadtbild. Rund um die Stadt haben sich seit 2004 diverse Landwirtschaftsbetriebe und mittelständische Betriebe, u. a. für die Fertigung von Haushaltsgeräten, neu angesiedelt. Ferner gibt es in Gwardeisk eine Autowaschanlage am Ortseingang, einen Handyshop und verschiedene Bars. An den Wochenenden bieten Privatpersonen häufig landwirtschaftliche Erzeugnisse am Straßenrand zum Verkauf an.

## Infrastruktur
Es gibt in Gwardeisk einen russisch-orthodoxen Friedhof, eine Oberschule, eine staatliche Sozialberatungsstelle mit angeschlossenem, allgemeinmedizinischen Dienst, eine staatliche, tierärztliche Lebensmittelkontrollstelle und einen öffentlichen Sportplatz.
Das Deutsch-Russische Haus in Kaliningrad bietet in Gwardeisk in Zusammenarbeit mit der GIZ und dem Auswärtigen Amt Fortbildungen im gewerblich-technischen Bereich an.
Die aus sowjetischer Zeit stammenden Wohnblocks in der Telmana und an der Ausfallstraße nach Kaliningrad werden im Winter ausschließlich mit individuell nicht regulierbarer Fernwärme beheizt. Seit ihrem Bau in den 1960er und 1970er Jahren sind diese heute weitgehend in Privatbesitz befindlichen Wohnblocks an den Außenfassaden und vielfach auch im Inneren unverändert geblieben.
Der Hausmüll wird in Gwardeisk auf unweit der Stadt gelegenen Deponien gesammelt und dort von Zeit zu Zeit verbrannt, was zu einer Beeinträchtigung der Luft- und Trinkwasserqualität führt.

## Chronologie
| Zeitraum  | Grund der Änderung Historisches Ereignis | Verwaltung von Gwardeisk  | Verwaltung von Gwardeisk    | Verwaltung von Gwardeisk                               | Verwaltung von Gwardeisk                                                                                      |
| Zeitraum  | Grund der Änderung Historisches Ereignis | Kreis                     | Regierungsbezirk            | Provinz                                                | Land |
| --------- | ---------------------------------------- | ------------------------- | --------------------------- | ------------------------------------------------------ | --- |
| 1260–1525 |                                          |                           | Komturei Königsberg         | Ordensland Preußen                                     | Staat des Deutschen Ordens                                                                                    |
| 1525–1657 | Reformation                              |                           |                             | Herzogtum Preußen                                      | Lehen vom Königreich Polen                                                                                    |
| 1657–1701 | Vertrag von Wehlau                       | Kurfürstentum Brandenburg |                             | Herzogtum Preußen                                      | |
| 1701–1818 |                                          |                           |                             |                                                        | Königreich Preußen                                                                                            |
| 1818–1824 | Verwaltungsgliederung Preußens           | Landkreis Wehlau          | Regierungsbezirk Königsberg | Provinz Preußen (nur Ostteil)                          | Königreich Preußen                                                                                            |
| 1824–1866 | Verwaltungsreform                        | Landkreis Wehlau          | Regierungsbezirk Königsberg | Provinz Preußen                                        | Königreich Preußen                                                                                            |
| 1866–1871 | Deutscher Krieg                          | Landkreis Wehlau          | Regierungsbezirk Königsberg | Provinz Preußen                                        | Königreich Preußen Norddeutscher Bund                                                                         |
| 1871–1877 | Gründung Deutsches Kaiserreich           | Landkreis Wehlau          | Regierungsbezirk Königsberg | Provinz Preußen                                        | Deutsches Kaiserreich Bundesstaat Königreich Preußen                                                          |
| 1877–1918 | Verwaltungsreform                        | Landkreis Wehlau          | Regierungsbezirk Königsberg | Provinz Ostpreußen                                     | Deutsches Kaiserreich Bundesstaat Königreich Preußen                                                          |
| 1919–1933 |                                          | Landkreis Wehlau          | Regierungsbezirk Königsberg | Provinz Ostpreußen                                     | Weimarer Republik                                                                                             |
| 1933–1945 |                                          | Landkreis Wehlau          | Regierungsbezirk Königsberg | Provinz Ostpreußen                                     | Deutsches Reich 1933 bis 1945                                                                                 |
| 1945–1946 | Einmarsch der Roten Armee                |                           | Oblast Königsberg           |                                                        | Russische Sozialistische Föderative Sowjetrepublik (RSFSR) Union der Sozialistischen Sowjetrepubliken (UdSSR) |
| 1946–1991 | Verwaltungsreform und Umbenennung        | Rajon Gwardeisk           | Oblast Kaliningrad          |                                                        | Russische Sozialistische Föderative Sowjetrepublik (RSFSR) Union der Sozialistischen Sowjetrepubliken (UdSSR) |
| 1991–     | Zerfall der Sowjetunion                  | Rajon Gwardeisk           | Oblast Kaliningrad          | Föderationskreis Nordwestrussland Russische Föderation | |

## Persönlichkeiten
Nach Geburtsjahr geordnet
- Albrecht I. von Brandenburg-Ansbach (* 17. Mai 1490 in Ansbach; † 1568), erster Herzog von Preußen
- Johann Ernst von Wallenrodt (* 3. Januar 1615 in Tapiau; † 1697), Verwaltungsbeamter im Herzogtum Preußen, baute die Wallenrodtsche Bibliothek aus.
- Lovis Corinth (* 21. Juli 1858 in Tapiau; † 1925), deutscher Maler; schuf für die evangelische Pfarrkirche der Stadt das Altargemälde „Golgatha“
- Bernhard Ankermann (14. Februar 1859 in Tapiau; † 1943), Ethnologe und Afrikaforscher
- Karl Schröder-Tapiau (* 25. Oktober 1870 in Tapiau; † 1945), deutscher Maler
- Ernst Mollenhauer (* 27. August 1892 in Tapiau; † 1963), Landschaftsmaler
- Anni Weynell (* 11. Juni 1904 in Tapiau; † 1991), Langstreckenschwimmerin
- Berthold Mikat (* 11. August 1912 in Tapiau; † 1990), Epidemiologe
- Hans-Heinrich Vangerow (* 4. April 1924 in Tapiau; † 2019), deutscher Forstmann und Historiker
- Edgar Hofschen (* 9. Mai 1941 in Tapiau; † 2016), deutscher Maler
- Frank Stern (* 27. Januar 1944 in Tapiau), deutscher Geschichts- und Kulturwissenschafter und Hochschullehrer
- Alexander Dorofejew (* 4. Juli 1946 in Tapiau), russischer Generalmajor

## Partnerschaften
- seit 1970 zur niedersächsischen Stadt Bassum